# Cuxhaven
Cuxhaven és una ciutat i capital del districte de Cuxhaven a la Baixa Saxònia, Alemanya. La ciutat inclou el punt més septentrional de la Baixa Saxònia. Es troba a la costa del Mar del Nord i a la desembocadura del riu Elba al Mar de Wadden. Cuxhaven s'estén al llarg de 14 km d'est a oest i de 7 km de nord a sud. La ciutat té 49.093 habitants i és un destí turístic molt popular a la costa del Mar del Nord.
De 1394 a 1937 pertanyia a la ciutat hanseàtica d'Hamburg. El 1937, sota el règim nazi, Hamburg va haver de cedir Neuwerk i Cuxhaven a Prússia en aplicació de la Llei de l'àrea metropolitana d'Hamburg, excepte l'Amerikahafen (port d'Amèrica), que va quedar com un exclavament hamburguès. El 1961, després del Pacte de Cuxhaven Hamburg va cedir aquest exclavament a la Baixa Saxònia en bescanvi de l'illa de Neuwerk.

## Edificis d'interés
- Torre Friedrich Clemens Gerke. Torre de comunicacions de 230 metres d'alçària.
- Wasserturm. Dipòsit d'aigua.
- Schloss Ritzebüttel. Palau nobiliari.